# Warnow
Warnow je rijeka u njemačkoj pokrajine Mecklenburg-Zapadno Pomorje, koja izvire 10 km sjeverno od grada Parchima, a utječe u Baltičko more u blizini grada Rostocka.
Rijeka Warnow duga je 155.4km, protječe kroz gradove Sternberg, Bützow i Schwaan, a 2003. u promet je pušten tunel ispod rijeke koji povezuje grad Rostock sa zapadnom obalom. 